# Sergueï Rytov
 (juin 2018).
Sergueï Mikhaïlovitch Rytov, né le 20 juin 1908 (calendrier julien) ou 3 juillet 1908 (calendrier grégorien) à Kharkov, Empire russe, et mort le 22 octobre 1996 à Moscou, est un scientifique soviétique, spécialiste de radiophysique. 
Il est membre correspondant de l'Académie des sciences de l'URSS (physique générale et astronomie, radiotechnique et électronique) à partir du 26 novembre 1968 (rebaptisée « Académie des sciences de Russie » à partir de 1991).

## Biographie
Sergueï Rytov commence ses études en 1916 à Moscou. En 1925, il achève son parcours à l'école numéro 10[Quoi ?], et entre à la Première Université Nationale de Moscou. Il obtient son diplôme en physique et en mathématiques de la Faculté de l'Université de Moscou en 1930. En 1933, il entreprend ses études de troisième cycle en théorie de la vibration sous la direction de l'académicien Leonid Mandelstam. Entre 1934 et 1958, il travaille dans le laboratoire d’optique de l’Institut de Physique (FIAN). En 1935, il se lance dans des recherches sur la diffraction de la lumière par des ondes ultrasoniques. En 1937, il propose une méthode efficace pour l'analyse de la structure des ondes dans un milieu non-homogène (méthode Rytov) - un outil puissant pour l’étude de la propagation des ondes. En 1938, il soutient sa thèse de doctorat sur les « ondes modulées ». En 1947, il est nommé professeur et Directeur du Département de Physique Générale, puis en 1949, du Département de Radiophysique à l'institut de physique et de technologie de Moscou. En 1947, il devient membre du jury de la thèse secrète de Andreï Sakharov intitulée La théorie des transitions nucléaires.
À partir de 1958, il dirige le laboratoire de radiophysique à l'Institut radiotechnique de l'Académie des sciences et à partir des années 1980, est à la tête du Département théorique. Son travail traite de l'étude des questions de physique fondamentale liées à la conception et au développement des systèmes radio-informatiques terrestres : étude de l'influence des irrégularités atmosphériques sur les caractéristiques des radars à longue portée ; conception et développement d'amplificateurs paramétriques à faible bruit ; développement de méthodes acousto-optiques de traitement du signal radar ; étude de l'ionosphère par des fusées et des satellites dans l'intérêt de radio-localisation de longue portée.
Sergueï Mikhaïlovitch Rytov est l’auteur de la théorie phénoménologique la plus générale sur la diffusion moléculaire de la lumière, qui comprend une analyse des spectres du rayonnement Mandelstam-Brillouin et de la dépolarisation ainsi que du spectre de diffusion décrit par les fluctuations thermiques. Cette théorie est confirmée par de nombreuses expériences et fait référence dans le domaine. Dans ses travaux, il a aussi donné une solution rigoureuse au problème de la réflexion des ondes électromagnétiques provenant d'une couche de matériau présentant une constante diélectrique négative ; il a exploré la question de la relation entre le vecteur de Poynting, le vecteur de vitesse de groupe et la densité d'énergie dans la propagation des ondes électromagnétiques dans les milieux anisotropes.
Il est l'un des fondateurs de la théorie des fluctuations thermiques dans l'électrodynamique.
Il a reçu trois ordres du Drapeau Rouge, l'Ordre « Insigne d'Honneur » et plusieurs médailles, dont une médaille d'or A.S. Popov pour ses travaux dans le domaine de la physique statistique (1959).
S. M. Rytov est l'auteur de sections dans des livres de physique destinés à la diffusion populaire. En Russie et à l'étranger, il est connu pour sa série de monographies sur la théorie des fluctuations thermiques traduit en anglais en 1989 sous le titre Principles of Statistical Radiophysics (Springer-Verlag).

## Récompenses
- Trois citations dans l'Ordre du Drapeau rouge du Travail (10 juin 1945 ; 27 mars 1954)
- Médaille d'or A. S. Popov (1959) pour une série de travaux dans le domaine de la statistique de la physique des radiocommunications.